# Lågkolhydratdiet

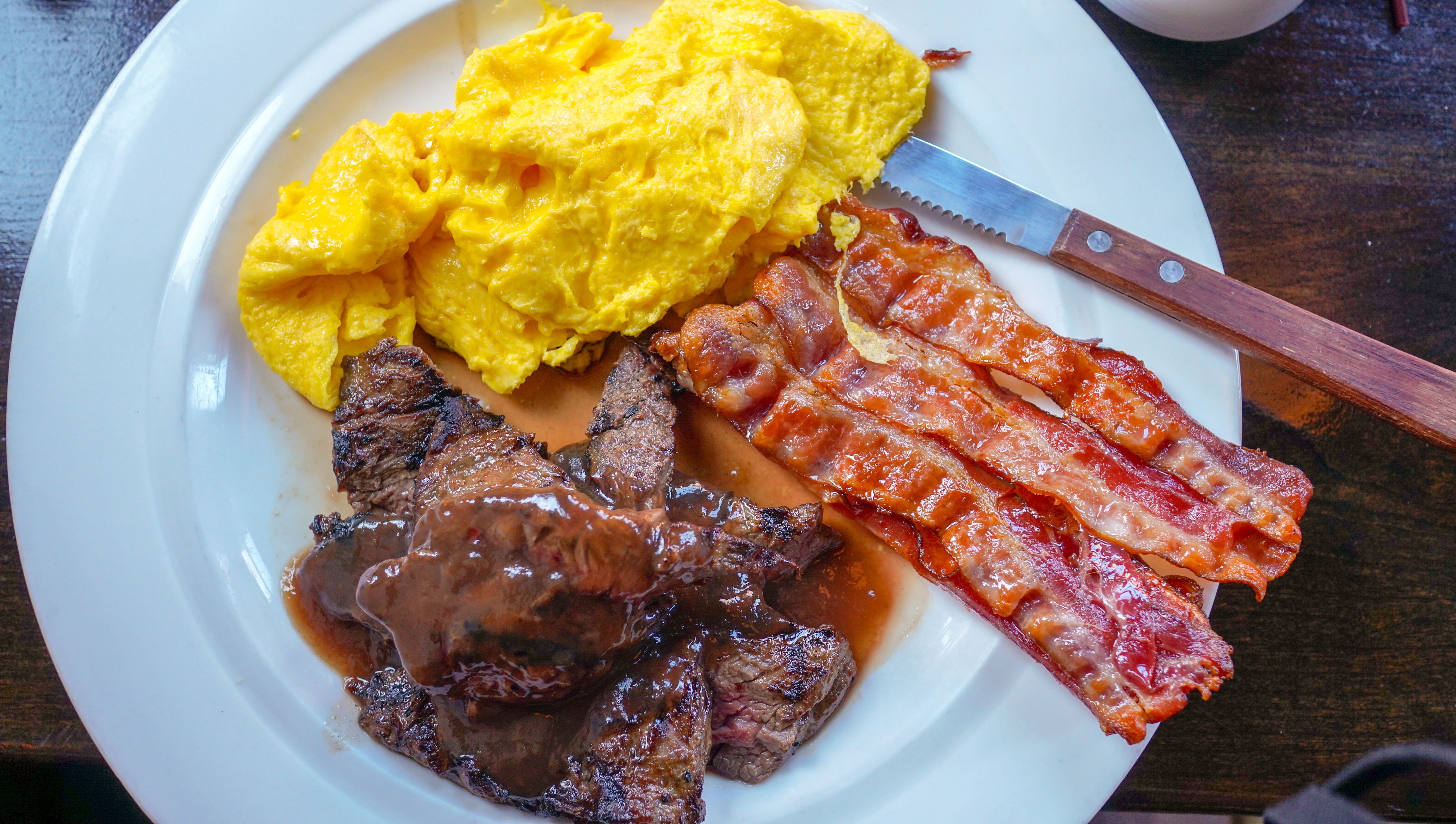
Frukost med låg kolhydrat

Lågkolhydratdiet är en kost som innebär att andelen kolhydrater i maten sänks till förmån för ökat intag av protein (Atkins-diet) eller fett (LCHF). Dieterna används främst som tidsbegränsad åtgärd för viktminskning eller bibehållande av vikt och av diabetiker för stabilisering av blodsockernivå.
I det fall kolhydratintaget är så lågt att ketos uppstår rör det sig om en ketogen diet, som är en extrem sorts lågkolhydratdiet.

## Studier kring dieten
En artikel publicerad i The New England Journal of Medicine handlade om en studie som en forskargrupp i Israel genomförde under två års tid. Denna studie testade vilken av de tre dieterna, lågkolhydratdiet, Medelhavsdiet, och fettsnål diet som var effektivast för viktnedgång och fördelaktigast ur hälsomässig synvinkel. Den kolhydratfattiga dieten baserades på Atkinsdieten och hade inte ett begränsat kaloriintag. Mängden dagliga kolhydrater ökades efter det initiala 20 g/dag till 120 g/dag. Lågkolhydratdieten bedömdes fungera ungefär lika bra som medelhavsdieten för viktminskning.
Att lågkolhydratdiet fungerar ungefär lika bra som andra dieter för viktminskning har visats i flera senare studier.Lågkolhydratkost har också visat sig vara bra för hjärthälsan.
Det finns dock indikationer på allvarliga risker med en långsiktigt (mer än ett år) kolhydratfattig kost (Very Low-Carbohydrate Diet), bland annat negativa förändringar i humör och kognitiva funktioner. 

## Dieternas sammansättning
Olika varianter av lågkolhydratdiet skiljer sig åt i detaljer men det finns många gemensamma drag. Dieterna inleds ofta med en period av extra lågt kolhydratintag. Enligt till exempel Atkinsdieten skall denna period vara 2 veckor och man skall inte äta mer än 20 g kolhydrater per dag. Därefter ska man gradvis öka sitt kolhydratintag. Hur mycket kolhydrater man till slut får äta varierar, men det kan röra sig om 50–120 g kolhydrat per dag.
I stället för kolhydrater äter man livsmedel som innehåller protein och/eller fett.
En skillnad mellan olika lågkolhydradieter är vilken sorts mat de rekommenderar i stället för kolhydratrika livsmedel. Atkinsdieten rekommenderar en blandning av protein och mättat, enkelomättat och fleromättat fett, där 25–30 % av energiinnehållet kommer från protein och ungefär 20 % av energiinnehållet kommer från mättat fett. Montignacdieten specificerar inte exakt hur stor del av näringsintaget som skall komma från kolhydrat, fett och protein men betonar att man skall äta en låg andel kolhydrater och kolhydrater med lågt glykemiskt index. Man anser även att man bör undvika mättat fett.
LCHF är ett samlingsnamn för olika varianter av lågkolhydratdieter som huvudsakligen används i Sverige. Dieten bygger i huvudsak på ett minskat intag kolhydrater (Low Carb) och en ökad andel fett (High Fat) i kosten, istället för protein. Förespråkare för LCHF-dieter rekommenderar att man skall minska mängden, eller helt avstå ifrån att äta, kolhydratrika livsmedel som potatis, pasta, ris med mera men uppger inte exakta nivåer för hur mycket kolhydrater som bör ätas. LCHF-förespråkare anser också att man inte behöver begränsa intaget av mättat fett, vilket kan strida mot gällande rekommendationer från exempelvis Livsmedelsverket.